# Houthandel Heuvelman

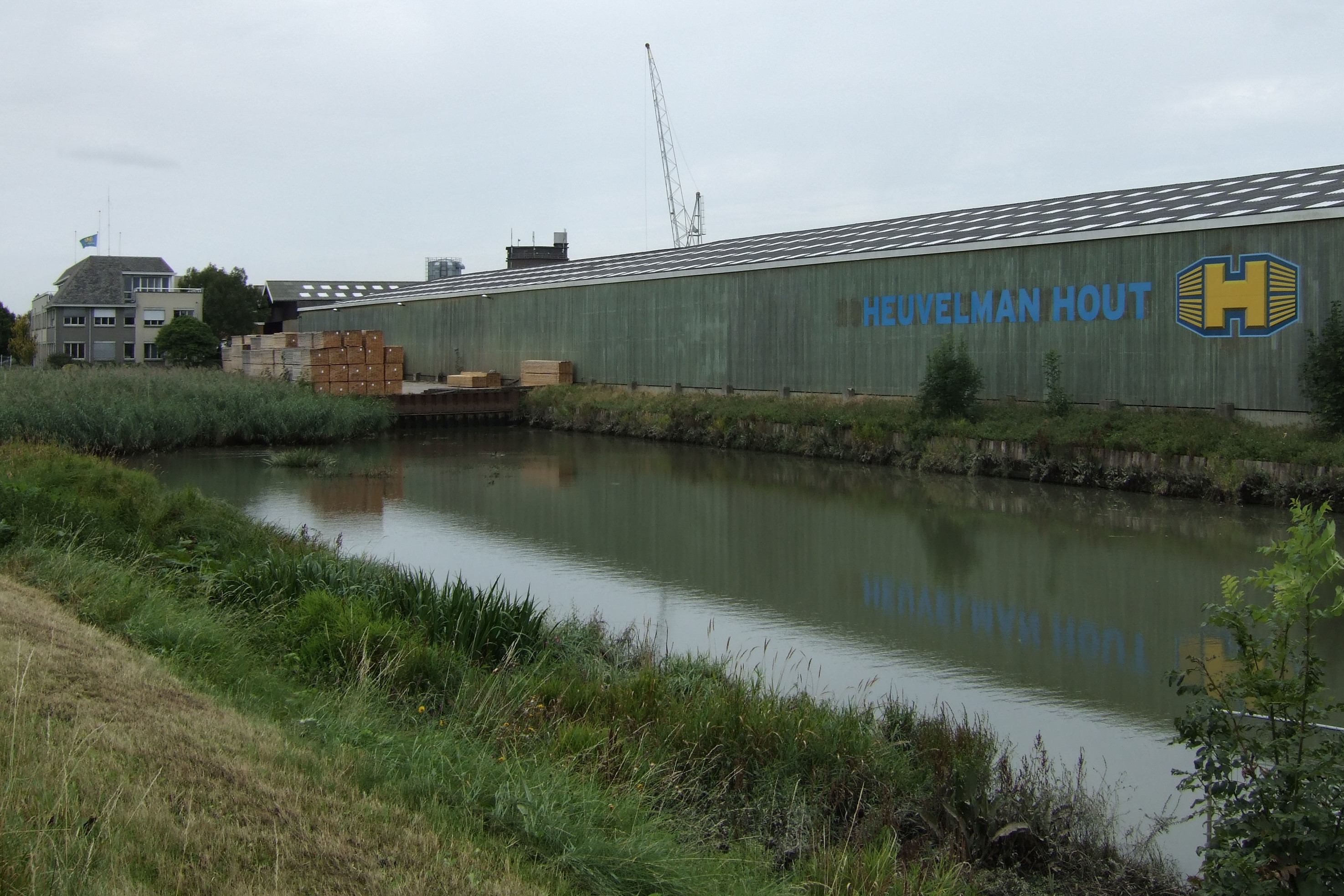
Heuvelman Hout

Houthandel Heuvelman is een Nederlandse groothandel in hout ten behoeve van de houtverwerkende industrie en de grootverbruikers. Naast de handel wordt veel hout bewerkt met een uitgebreid machinepark.
Heuvelman is opgericht in 1867 en is gevestigd aan de Hollandse IJssel drie kilometer ten noorden van Ouderkerk aan den IJssel tegenover de buurtschap Klein Hitland. De haven van Heuvelman is bereikbaar voor de kustvaart en het vervoer vanuit Scandinavië vindt voornamelijk per schip plaats. Voor Ouderkerk is Heuvelman een van de belangrijkste werkgevers. In 1994 verloor de onderneming haar zelfstandigheid toen het werd overgenomen door de Deli Maatschappij.